# الحدق يفهم
الحدق يفهم فيلم مصري بطولة محمود عبد العزيز وهالة فؤاد، إنتاج 1986 ويدور حول هروب البطل إلى الريف المصري ولبسه زِيّاً أزهريّاً، مما جعل أهل القرية يعتقدون بأنه إمام كبير ذو بركات وجعله الراقصة تعتزل الرقص.

## وصلات خارجية
- الحدق يفهم على موقع قاعدة بيانات الأفلام العربية